# Kaštelir-Labinci
Kaštelir-Labinci (italienisch Castelliere-Santa Domenica) ist eine Gemeinde in der Gespanschaft Istrien, Kroatien. Die Zahl der Einwohner der Gemeinde liegt bei 1493 (Stand 2021). Die Gemeinde lebt von der Agrarwirtschaft, vor allem vom Wein- und Olivenanbau. Die Gemeinde Kaštelir-Labinci ist laut des Statuts der Gespanschaft Istrien zweisprachig kroatisch und italienisch.